# كأس بولندا 2009–10
كأس بولندا 2009–10 (بالبولندية: Puchar Polski w piłce nożnej)‏ هو موسم من كأس بولندا. أشرف على تنظيمه اتحاد بولندا لكرة القدم، وكان عدد الأندية المشاركة فيه 83، وفاز فيه ياغيلونيا بياويستوك.